# Pływanie na Letnich Igrzyskach Olimpijskich 1956 – 100 m stylem grzbietowym kobiet
100 m stylem grzbietowym kobiet – jedna z konkurencji pływackich rozgrywanych podczas XVI Igrzysk Olimpijskich w Melbourne. Eliminacje odbyły się 3 grudnia, a finał 5 grudnia 1956 roku.
W finale całkowicie zdominowanym przez nastolatki zwyciężyła 17-letnia Brytyjka Judy Grinham, która pobiła rekord olimpijski (1:12,9). Taki sam rezultat uzyskała Carin Cone ze Stanów Zjednoczonych, ale decyzją sędziów to Grinham została mistrzynią olimpijską. Reprezentantka Wielkiej Brytanii Margaret Edwards, która przez większość wyścigu walczyła o pierwsze miejsce z Judy Grinham, przed metą osłabła i ostatecznie zdobyła brązowy medal (1:13,1).
Wcześniej, podczas eliminacji nowy rekord olimpijski ustanawiały kolejno Judy Grinham (1:13,1) i Margaret Edwards (1:13,0).

## Rekordy
Przed zawodami rekord świata i rekord olimpijski wyglądały następująco:
| Rekord            | Zawodniczka     | Czas   | Miejsce   | Data             |       |
| ----------------- | --------------- | ------ | --------- | ---------------- | ----- |
| Rekord świata     | Cor Kint        | 1:10,9 | Rotterdam | 22 września 1939 | [ 1 ] |
| Rekord olimpijski | Geertje Wielema | 1:13,8 | Helsinki  | 29 lipca 1952    | [ 2 ] |

W trakcie zawodów ustanowiono następujące rekordy:
| Data      | Etap konkurencji      | Zawodnik         | Czas   | Rekord |
| --------- | --------------------- | ---------------- | ------ | ------ |
| 3 grudnia | wyścig eliminacyjny 1 | Judy Grinham     | 1:13,1 | OR     |
| 3 grudnia | wyścig eliminacyjny 3 | Margaret Edwards | 1:13,0 | OR     |
| 5 grudnia | finał                 | Judy Grinham     | 1:12,9 | OR     |

## Wyniki

### Eliminacje
| Miejsce | Wyścig | Zawodniczka          | Państwo                       | Czas   | Uwagi |
| ------- | ------ | -------------------- | ----------------------------- | ------ | ----- |
| 1.      | 3      | Margaret Edwards     | Wielka Brytania               | 1:13,0 | Q,    |
| 2.      | 1      | Judy Grinham         | Wielka Brytania               | 1:13,1 | Q     |
| 3.      | 2      | Carin Cone           | Stany Zjednoczone             | 1:13,9 | Q     |
| 4.      | 3      | Sara Barber          | Kanada                        | 1:14,3 | Q     |
| 5.      | 2      | Gerganiya Beckitt    | Australia                     | 1:14,8 | Q     |
| 6.      | 3      | Helga Schmidt-Neuber | Wspólna Reprezentacja Niemiec | 1:14,8 | Q     |
| 7.      | 3      | Maureen Murphy       | Stany Zjednoczone             | 1:14,8 | Q     |
| 8.      | 2      | Julie Hoyle          | Wielka Brytania               | 1:15,0 | Q     |
| 9.      | 2      | Éva Pajor            | Węgry                         | 1:15,3 |       |
| 10.     | 2      | Jean Stewart         | Nowa Zelandia                 | 1:15,4 |       |
| 11.     | 2      | Moira Abernethy      | Południowa Afryka             | 1:15,4 |       |
| 12.     | 1      | Maria Both           | Rumunia                       | 1:15,8 |       |
| 13.     | 3      | Patricia Huntingford | Australia                     | 1:16,0 |       |
| 14.     | 1      | Liudmiła Klipowa     | ZSRR                          | 1:16,1 |       |
| 15.     | 1      | Mary Anne Marchino   | Stany Zjednoczone             | 1:16,2 |       |
| 16.     | 1      | Elżbieta Gellner     | Polska                        | 1:16,2 |       |
| 17.     | 1      | Pam Singleton        | Australia                     | 1:17,0 |       |
| 18.     | 1      | Lenora Fisher        | Kanada                        | 1:17,5 |       |
| 19.     | 3      | Philippa Gould       | Nowa Zelandia                 | 1:17,5 |       |
| 20.     | 3      | Judit Temes          | Węgry                         | 1:17,6 |       |
| 21.     | 1      | Ginette Jany-Sendral | Francja                       | 1:19,1 |       |
| 22.     | 2      | Jocelyn von Giese    | Filipiny                      | 1:20,0 |       |
| 23.     | 3      | Martha Gultom        | Indonezja                     | 1:21,7 |       |

### Finał
| Miejsce | Zawodniczka          | Państwo                       | Czas   | Uwagi |
| ------- | -------------------- | ----------------------------- | ------ | ----- |
| 1. !    | Judy Grinham         | Wielka Brytania               | 1:12,9 | OR    |
| 2. !    | Carin Cone           | Stany Zjednoczone             | 1:12,9 |       |
| 3. !    | Margaret Edwards     | Wielka Brytania               | 1:13,1 |       |
| 4.      | Helga Schmidt-Neuber | Wspólna Reprezentacja Niemiec | 1:13,4 |       |
| 5.      | Maureen Murphy       | Stany Zjednoczone             | 1:14,1 |       |
| 6.      | Julie Hoyle          | Wielka Brytania               | 1:14,3 |       |
| 7.      | Sara Barber          | Kanada                        | 1:14,3 |       |
| 8.      | Gerganiya Beckitt    | Australia                     | 1:14,7 |       |